# 서갈화항
서갈화항(西葛花港)은 경상남도 남해군 고현면 갈화리, 서갈화마을 인근에 있는 어항이다. 2002년 8월 6일 어촌정주어항으로 지정하여 관리하고 있다. 시설관리자는 남해군수이다.

## 어항 연혁
- 옛이름은 '갈궂이'였으나 1940년 동갈화, 서갈화, 화전리로 분동되어 서갈화(西葛花)로 불리고 있음.

## 어항 시설
- 선착장 L=190m

## 주요 어종
- 전어, 도다리, 노래미, 패각류 등